# ليتشفيلد بارك
ليتشفيلد بارك (بالإنجليزية: Litchfield Park, Arizona)‏ هي مدينة تقع في مقاطعة ماريكوبا، أريزونا بولاية أريزونا في الولايات المتحدة. تبلغ مساحتها 8.1 (كم²)، وترتفع عن سطح البحر 314 م، بلغ عدد سكانها 5476 نسمة في عام 2010 حسب إحصاء مكتب تعداد الولايات المتحدة وتصل الكثافة السكانية فيها 558.4 نسمة/كم2.

## التركيبة السكانية
حدّد مكتب تعداد الولايات المتحدة بيانات التركيبة السكانية لليتشفيلد بارك في تعداد الولايات المتحدة. في ما يلي، التركيبة السكانية حسب تعدادي 2000 و2010.

### تعداد عام 2000
بلغ عدد سكان ليتشفيلد بارك 3,810 نسمة بحسب تعداد عام 2000، وبلغ عدد الأسر 1,508 أسرة وعدد العائلات 1,165 عائلة مقيمة في المدينة. في حين سجلت الكثافة السكانية 444.1 نسمة لكل كيلومتر مربع (1,150.2/ميل2). وبلغ عدد الوحدات السكنية 1,633 وحدة بمتوسط كثافة قدره 190.3 لكل كيلومتر مربع (492.9/ميل2).
وتوزع التركيب العرقي للمدينة بنسبة 92.07% من البيض و1.39% من الأمريكيين الأفارقة و0.39% من الأمريكيين الأصليين و2.89% من الأمريكيين ذوي الأصول الآسيوية و0.21% من سكان جزر المحيط الهادئ و1.50% من الأعراق الأخرى و1.55% من عرقين مختلطين أو أكثر و5.49% من الهسبانيون أو اللاتينيون من أي عرق.
بلغ عدد الأسر 1,508 أسرة كانت نسبة 30.7% منها لديها أطفال تحت سن الثامنة عشر تعيش معهم، وبلغت نسبة الأزواج القاطنين مع بعضهم البعض 66.8% من أصل المجموع الكلي للأسر، ونسبة 7.2% من الأسر كان لديها معيلات من الإناث دون وجود شريك، بينما كانت نسبة 3.2% من الأسر لديها معيلون من الذكور دون وجود شريكة وكانت نسبة 22.7% من غير العائلات. تألفت نسبة 19.6% من أصل جميع الأسر من عدة أفراد يعيشون في نفس المنزل ونسبة 10.9% كانت تتألف من شخص يعيش بمفرده يبلغ من العمر 65 عاماً أو أكثر. وبلغ متوسط حجم الأسرة المعيشية 2.51، أما متوسط حجم العائلات فبلغ 2.86.
بلغ العمر الوسطي للسكان 44.7 عاماً. وكانت نسبة 23.3% من القاطنين تحت سن الثامنة عشر، وكانت نسبة 4.5% بين الثامنة عشر والرابعة والعشرين عاماً، ونسبة 22.1% كانت واقعةً في الفئة العمرية ما بين الخامسة والعشرين والرابعة والأربعين عاماً، ونسبة 27.7% كانت ما بين الخامسة والأربعين والرابعة والستين، ونسبة 21.6% كانت ضمن فئة الخامسة والستين عاماً فما فوق. يوجد لكل 100 أنثى 92.3 ذكر، ويوجد لكل 100 أنثى في الثامنة عشر من عمرها فما فوق 90.1 ذكر.
بلغ متوسط دخل الأسرة في المدينة 71,875 دولارًا، أما متوسط دخل العائلة فبلغ 84,691 دولارًا. وكان متوسط دخل الذكور 58,942 دولارًا مقابل 35,046 دولارًا للإناث. وسجل دخل الفرد الخاص بالمدينة 37,793 دولارًا. وكانت نسبة 2.7% من العائلات ونسبة 4.2% من السكان تحت خط الفقر، وكان من هؤلاء نسبة 5.7% تحت سن الثامنة عشر ونسبة 1.8% في الخامسة والستين من العمر وما فوق.

### تعداد عام 2010
بلغ عدد سكان ليتشفيلد بارك 5,476 نسمة بحسب تعداد عام 2010، وبلغ عدد الأسر 2,263 أسرة وعدد العائلات 1,585 عائلة مقيمة في المدينة. في حين سجلت الكثافة السكانية 638.2 نسمة لكل كيلومتر مربع (1,652.9/ميل2). وبلغ عدد الوحدات السكنية 2,716 وحدة بمتوسط كثافة قدره 316.6 لكل كيلومتر مربع (820.0/ميل2).
وتوزع التركيب العرقي للمدينة بنسبة 82.85% من البيض و3.47% من الأمريكيين الأفارقة و0.99% من الأمريكيين الأصليين و4.07% من الأمريكيين ذوي الأصول الآسيوية و0.02% من سكان جزر المحيط الهادئ و5.79% من الأعراق الأخرى و2.81% من عرقين مختلطين أو أكثر و15.45% من الهسبانيون أو اللاتينيون من أي عرق.
بلغ عدد الأسر 2,263 أسرة كانت نسبة 29.2% منها لديها أطفال تحت سن الثامنة عشر تعيش معهم، وبلغت نسبة الأزواج القاطنين مع بعضهم البعض 55.5% من أصل المجموع الكلي للأسر، ونسبة 10.8% من الأسر كان لديها معيلات من الإناث دون وجود شريك، بينما كانت نسبة 3.7% من الأسر لديها معيلون من الذكور دون وجود شريكة وكانت نسبة 30% من غير العائلات. تألفت نسبة 24.8% من أصل جميع الأسر من عدة أفراد يعيشون في نفس المنزل ونسبة 11.3% كانت تتألف من شخص يعيش بمفرده يبلغ من العمر 65 عاماً أو أكثر. وبلغ متوسط حجم الأسرة المعيشية 2.40، أما متوسط حجم العائلات فبلغ 2.84.
بلغ العمر الوسطي للسكان 44.2 عاماً. وكانت نسبة 22% من القاطنين تحت سن الثامنة عشر، وكانت نسبة 7.6% بين الثامنة عشر والرابعة والعشرين عاماً، ونسبة 21.3% كانت واقعةً في الفئة العمرية ما بين الخامسة والعشرين والرابعة والأربعين عاماً، ونسبة 27.9% كانت ما بين الخامسة والأربعين والرابعة والستين، ونسبة 21.2% كانت ضمن فئة الخامسة والستين عاماً فما فوق. وتوزع التركيب الجنسي للسكان بنسبة 47.3% ذكور و52.7% إناث.

## أعلام
- جاستن ديفيس

## وصلات خارجية
- http://www.litchfield-park.org/